# Korpus Hofmanna

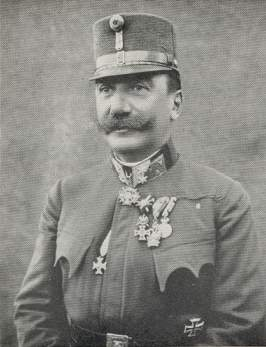
FML Peter von Hofmann

Korpus Hofmanna – korpus cesarskiej i królewskiej Armii w czasie I wojny światowej, mający w nazwie nazwisko komendanta korpusu marszałka polnego porucznika Petera von Hofmanna.

## Skład w styczniu 1915
- 55 Dywizja Piechoty – generał major Ignaz Fleischmann
  - 129 Brygada Piechoty – generał major Robert Drda
  - 130 Brygada Piechoty – płk Józef Witoszyński

Dywizja razem liczyła 13 batalionów piechoty (8650 żołnierzy), 2 szwadrony kawalerii (254 żołnierzy), 12 baterii artylerii (44 działa)
- niemiecka 1 Dywizja – generał porucznik Richard von Conta (z 8 Armii)

Dywizja liczyła 12 batalionów piechoty (7500 żołnierzy), 1 szwadron kawalerii (96 żołnierzy), 14 baterii artylerii (80 dział)
- 131 Brygada Piechoty – płk Berger

Brygada liczyła 7 batalionów piechoty (5180 żołnierzy) i 4 1/2 baterii artylerii (18 dział)

## Działania wojenne
Korpus walczył w składzie Korpusu Armijnego Pflanzera-Baltina, a od stycznia 1915 do początku 1918, został przeniesiony do Armii Południe. Później korpus stanowił część oddziałów okupacyjnych na Ukrainie. 
Szczególnie ciężkie boje stoczył w jesieni 1914, broniąc początkowo grani Karpat, a po wdarciu się armii rosyjskiej na Zakarpacie, wypierając ją na północne stoki Karpat. W składzie Korpusu walczył Legion Ukraińskich Strzelców Siczowych oraz 3 Pułk Piechoty (LP).